# Eusebio Siosi
Eusebio de Jesús Siosi Rosado (Riohacha, La Guajira, Colombia, 27 de febrero de 1971) es un arquitecto, artista plástico y gestor cultural colombiano de origen wayúu, de clan Ipuana. Miembro del Comité para la creación de la Escuela de Formación artística en la Guajira desde 2007. Presidente del Consejo Departamental de Artes de la Guajira 1999 al 2010 y coordinador del Laboratorio en Artes Visuales Fronteras Creativas.
Miembro Fundador y Presidente del Consejo Departamental de Artes de La Guajira. Miembro del Comité para la creación de la Escuela de Artes Visuales de la Universidad de La Guajira en Riohacha.

## Biografía
Nacido en la ciudad de Riohacha, de origen wayúu, Eusebio Siosi se ha dedicado a la promoción y realce de los aspectos artísticos y culturales que se desarrollan en la cotidianidad de la comunidad wayúu. Presentando sus trabajos en diversas obras artísticas a nivel local, nacional e internacional. Promotor cultural de la región Caribe y formador en talleres sobre pintura, dibujo, y nuevas formas de mostrar el arte. El artista se ha válido del mundo cosmogónico wayúu para las diversas muestras y ofrecer esa mezcla de conocimientos y mundo espiritual que perviven en la comunidad.

### Estudios
Eusebio Siosi comenzó su preparación tomando clases de dibujo y pintura en la Escuela Antonio Márquez de la ciudad Riohacha en La Guajira entre los años 1988 – 1991, posteriormente inició su carrera como arquitecto en la Universidad Autónoma del Caribe de la ciudad de Barranquilla. Título que logró obtener en el año 1998. En el año 1999 realizó un Diplomado en Gestión Artística en el Fondo Mixto de Cultura de la Universidad del Atlántico en Barranquilla. Posteriormente inicia su incursión en los Procesos de Laboratorios Investigación en Artes en la Región realizados en Riohacha con el Ministerio de Cultura entre los años 2004 al 2009 - 2013 al 2015.

## Exposiciones

### Colectivas
1. Imagen Regional 9 Caribe insular / curaduría Cristo Hoyos, Banco de la República Santa Marta, marzo a junio de 2021
2. Festival internacional de performance/ curaduría Charo Oquet, Miami - Estados Unidos
3. “AGUAITA / El Video-Arte en el Caribe Colombiano, Muzac Museo Zenu de Arte Contemporáneo de Montería, marzo 2018
4. Dysfunctional Formulas of Love, The Box Gallery - Los Ángeles, CA - EE.UU, octubre – noviembre 2017
5. AÚN 44 Salón Nacional de Artistas16 de septiembre al 13 de noviembre Pereira 2016.
6. VI Encuentro y II foro Internacional ciudades Visibles en Ciudad de Córdoba (Argentina) y la 10º Bienal de Mercosur en Porto Alegre (Brasil), en una iniciativa de la Fundación Divulgar, a través de su espacio Plataforma Caníbal 8 al 28 de noviembre de 2015.
7. Los Sueños de la Outsü (Dream of the Dreamer). 18-31 de diciembre de 2015. Zürich - Switzerland.
8. Invitado XV Salón Regional de Artistas Región Caribe, curaduría Pictografonia - construcción de territorios en imágenes y sonidos, Centro de eventos de la Universidad del Atlántico sede norte, Barranquilla agosto de 2015.
9. VI Foro y Encuentro Internacional Ciudades Visibles Argentina y Brasil, proyecto Circulación internacional para agentes de las artes visuales programa de estímulos del Ministerio de Cultura de Colombia, curaduría Jaider Orsini y Susana Bacca, noviembre del 9 al 28 de 2015
10. Agenciamiento Creativo - Laboratorio en Investigación Creación en Artes en la Región Ministerio de Cultura. Riohacha. 2005
11. Muestra de Medios de Expresión Plástica “Marcando Décadas “. Centro de Convenciones Anas Mai. Riohacha, 2003.
12. Muestra Itinerante “Mirada Guajira ‘Atlántico, Cesar, Guajira, 2001 - 2002.
13. “Últimas Tendencias del Arte Identidad vs. Globalización “Biblioteca Liceo Nacional Almirante Padilla. Riohacha, 2000.
14. Exposición de Artista Guajiro. Salón Rojo del Hotel Tequendama. Bogotá, 2002.
15. II Salón de Artes Visuales de la Guajira. Auditorio de la Terraza Marina. Riohacha, 2002.
16. XII Salón de Jóvenes Artistas Costeños. Teatro Amira de la Rosa. Barranquilla, 2002.
17. Exposición Colectiva Visión Futurista. Atlántico, Guajira. Casa de la Cultura. Maicao, 2002.
18. II Feria Artesanal y Turismo de la Guajira. Centro de Convenciones Anas Mai. Riohacha, 2002.
19. Arte en Semana Santa. Dirección de Turismo de la Guajira. Riohacha, 2002.
20. Muestra de Artes Plásticas. Casa de la Cultura. Uribia - La Guajira, 2002.
21. Exposición de Arte I feria Artesanal y Turística de la Guajira. Centro de Convenciones Anas Mai. Riohacha, 2001.
22. Exposición de Artes Plásticas. Callejón de los Capuchinos. Riohacha, 2001.
23. XVI Festival de la Cultural Wayuu. Casa de la Cultura. Uribia, 2001.
24. Muestra Itinerante Interpretación de los Primeros Premios Salones Nacionales 1940 - 1998. Universidad de la Guajira. Riohacha, 2001.
25. Imagen Caribe: la pintura, exposición itinerante, Banco de la República (Cartagena, Sincelejo, Montería, San Andrés, Barranquilla, Santa Marta, Riohacha, Valledupar, 2000-2002)
26. “Amüchi, vientres de vida”, novena edición del Miami Performance Festival Internacional (Virtual).[6]

### Individuales
1. Los sueños de la Ouutsü, Curaduria María Isabel Rueda y Mario Llanos, Centro cultural Odeon, 26 de abril a 26 de mayo de 2016, Bogotá.[7]
2. Die Fenster von «Limited Contract» “Los Sueños de la Ouutsü” (Dreams of the Dreamer) Curaduría de La Usurpadora María Isabel Rueda y Mario Llanos, 7 al 22 de diciembre de 2015, Zürich.